# Krefelder Fußball-Club Uerdingen 05 2003-2004
Questa voce raccoglie le informazioni riguardanti il Krefelder Fußball-Club Uerdingen 05 nelle competizioni ufficiali della stagione 2003-2004.

## Stagione
Nella stagione 2003-2004 l'Uerdingen, allenato da Claus-Dieter Wollitz e Co-Wolfgang Maes, concluse il campionato di Regionalliga nord al 7º posto.

## Rosa
| N. |                        | Ruolo | Calciatore           |
| -- | ---------------------- | ----- | -------------------- |
| 1  | Germania (bandiera)    | P     | Sebastian Selke      |
| 2  | Germania (bandiera)    | C     | Benjamin Baltes      |
| 4  | Paesi Bassi (bandiera) | D     | Brenny Evers         |
| 5  | Germania (bandiera)    | C     | Jörg Scherbe         |
| 6  | Turchia (bandiera)     | D     | Erdal Eraslan        |
| 7  | Brasile (bandiera)     | C     | Zé Luis              |
| 8  | Germania (bandiera)    | A     | Markus Feldhoff      |
| 9  | Germania (bandiera)    | A     | Thomas Reichenberger |
| 10 | Germania (bandiera)    | C     | Alexander Nouri      |
| 11 | Germania (bandiera)    | A     | Markus Wersching     |
| 12 | Germania (bandiera)    | P     | Jonas Agen           |

| N. |                     | Ruolo | Calciatore          |
| -- | ------------------- | ----- | ------------------- |
| 13 | Germania (bandiera) | D     | Janosch Dziwior     |
| 14 | Germania (bandiera) | C     | Orhan Özkaya        |
| 15 | Germania (bandiera) | A     | Dustin Heun         |
| 16 | Germania (bandiera) | D     | Elyasa Süme         |
| 17 | Germania (bandiera) | C     | Sebastian Clarke    |
| 18 | Germania (bandiera) | A     | Ahmet Cebe          |
| 20 | Germania (bandiera) | C     | Artur Zimmermann    |
| 21 | Germania (bandiera) | D     | Jan Tauer           |
| 22 | Germania (bandiera) | C     | Matthias Schneiders |
| 23 | Germania (bandiera) | D     | Marc Spanier        |
| 26 | Croazia (bandiera)  | P     | Toni Tapalović      |

## Organigramma societario
Area tecnica
- Allenatore:
- Allenatore in seconda: Wolfgang Maes
- Preparatore dei portieri:
- Preparatori atletici:
- Analisi video:

## Calciomercato

### Sessione estiva
| Acquisti | Acquisti             | Acquisti           | Acquisti |
| R.       | Nome                 | da                 | Modalità |
| -------- | -------------------- | ------------------ | -------- |
| D        | Jan Tauer            | Fortuna Düsseldorf |          |
| D        | Andy Habl            | Colonia U19        |          |
| A        | Thomas Reichenberger | Energie Cottbus    |          |

| Cessioni | Cessioni        | Cessioni       | Cessioni |
| R.       | Nome            | a              | Modalità |
| -------- | --------------- | -------------- | -------- |
| D        | Maurice Koenen  | FC Hilversum   |          |
| D        | Sebastian Kroth | Bocholt        |          |
| C        | Stephan Maaß    | Paderborn      |          |
| P        | Peter Martin    | Jahn Ratisbona |          |

### Sessione invernale
| Acquisti | Acquisti         | Acquisti           | Acquisti |
| R.       | Nome             | da                 | Modalità |
| -------- | ---------------- | ------------------ | -------- |
| P        | Toni Tapalović   | Bochum             |          |
| C        | Artur Zimmermann | Osnabrück          |          |
| D        | Janosch Dziwior  | Fortuna Düsseldorf |          |

| Cessioni | Cessioni         | Cessioni          | Cessioni |
| R.       | Nome             | a                 | Modalità |
| -------- | ---------------- | ----------------- | -------- |
| D        | Andy Habl        | Bergisch Gladbach |          |
| D        | Jörg Sauerland   | Kickers Emden     |          |
| A        | Mohammed Abdulai | Yurdumspor        |          |
| D        | Christian Heger  | Duisburg II       |          |

## Risultati

### Regionalliga

#### Girone di andata
| Arbitro: | Kinhöfer |

|  |           |                                      |
|  | Marcatori | 66’ Kohout 71’ Bayertz 79’ Ebersbach |

| Arbitro: | Weber |

|  |           |                              |
|  | Marcatori | 7’ Nouri 63’ (rig.) Feldhoff |

| Arbitro: | Schempershauwe |

|                                                   |           |                                   |
| Feldhoff 68’ (rig.), 90’ (rig.) Reichenberger 77’ | Marcatori | 9’, 40’ Teixeira 82’ (aut.) Evers |

| Arbitro: | Meyer |

|  |           |                                       |
|  | Marcatori | 52’ Reichenberger 71’ (rig.) Feldhoff |

| Arbitro: | Weiner |

|            |           |                         |
| Özkaya 44’ | Marcatori | 58’ Prymula 81’ Gillert |

| Arbitro: | Marks |

|          |           |                     |
| Maaß 16’ | Marcatori | 56’ (rig.) Feldhoff |

| Arbitro: | Melms |

|                                                |           |           |
| Feldhoff 10’, 21’ Özkaya 54’ Reichenberger 81’ | Marcatori | 24’ Hanke |

| Arbitro: | Bornhöft |

|                     |           |  |
| Herrlich 34’ (rig.) | Marcatori |  |

| Arbitro: | Czech |

|                   |           |            |
| Feldhoff 30’, 57’ | Marcatori | 45’ Koslov |

| Arbitro: | Schößling |

|                                                              |           |                                                   |
| Celikovic 40’ (rig.), 45’, 89’ (rig.) Ndjeng 55’ Kennedy 61’ | Marcatori | 34’, 53’ (rig.) Feldhoff 69’ (rig.) Reichenberger |

| Arbitro: | Bornhorst |

|          |           |            |
| Cebe 43’ | Marcatori | 74’ Valdez |

| Arbitro: | Kasper |

|          |           |                            |
| Beck 20’ | Marcatori | 29’ Cebe 80’ Reichenberger |

| Arbitro: | Steinhaus-Webb |

|              |           |            |
| Piorunek 72’ | Marcatori | 88’ Özkaya |

| Arbitro: | Weber |

|                                                |           |  |
| Luis 21’ Reichenberger 68’ Feldhoff 78’ (rig.) | Marcatori |  |

| Arbitro: | Plaggenborg |

|          |           |  |
| Löbe 27’ | Marcatori |  |

| Arbitro: | Späker |

|               |           |           |
| Luis 18’, 83’ | Marcatori | 58’ Musci |

| Arbitro: | Scheppe |

|             |           |  |
| Neubert 76’ | Marcatori |  |

#### Girone di ritorno
| Arbitro: | Schößling |

|                                    |           |            |
| Bayertz 42’ Kohout 46’ Mehnert 70’ | Marcatori | 79’ Özkaya |

| Arbitro: | Kasper |

|  |           |             |
|  | Marcatori | 87’ Siemers |

| Arbitro: | Rosenkranz |

|  |           |                                           |
|  | Marcatori | 3’ Feldhoff 48’ Reichenberger 55’ Scherbe |

| Arbitro: | Rafati |

|  |           |                     |
|  | Marcatori | 24’ Koen 48’ Köhler |

| Arbitro: | Marks |

|                      |           |  |
| Oeiras 67’ Zivic 74’ | Marcatori |  |

| Arbitro: | Czech |

|                       |           |                                    |
| Feldhoff 31’ Heun 39’ | Marcatori | 58’ Mrugalla 60’ Donkov 75’ Sağlık |

| Arbitro: | Kuhl |

|              |           |           |
| Schiller 82’ | Marcatori | 12’ Nouri |

| Arbitro: | Schößling |

|                         |           |                   |
| Feldhoff 6’ (rig.), 20’ | Marcatori | 27’ (rig.) Knoche |

| Lipsia 11 aprile 2004, ore 14:00 CEST 26ª giornata | Sachsen Lipsia | 0 – 0 referto | Uerdingen 05 | Zentralstadion (6 543 spett.)\| Arbitro: \| Grudzinski \| |
| Arbitro:                                           | Grudzinski     |               |              |                                                           |

| Arbitro: | Bornhöft |

|                                      |           |            |
| Reichenberger 7’ Feldhoff 69’ (rig.) | Marcatori | 45’ Pagano |

| Arbitro: | Rosenkranz |

|  |           |              |
|  | Marcatori | 73’ Feldhoff |

| Arbitro: | Plaggenborg |

|                                |           |  |
| Feldhoff 43’ Luis 69’ Cebe 85’ | Marcatori |  |

| Arbitro: | Kasper |

|                     |           |                          |
| Feldhoff 19’ (rig.) | Marcatori | 36’ Schäper 55’ Piorunek |

| Arbitro: | Schößling |

|                                                               |           |              |
| Rische 15’ Mazingu-Dinzey 17’, 74’ (rig.) Graf 38’ Jansen 89’ | Marcatori | 23’ Feldhoff |

| Arbitro: | Koch |

|  |           |                                     |
|  | Marcatori | 4’ Stuckmann 62’ Löbe 66’ Katriniok |

| Arbitro: | Rosenkranz |

|              |           |                     |
| Albrecht 75’ | Marcatori | 43’ (rig.) Feldhoff |

| Arbitro: | Weiner |

|          |           |  |
| Heun 75’ | Marcatori |  |

## Statistiche

### Statistiche di squadra
| Competizione      | Punti | In casa | In casa | In casa | In casa | In casa | In casa | In trasferta | In trasferta | In trasferta | In trasferta | In trasferta | In trasferta | Totale | Totale | Totale | Totale | Totale | Totale | DR |
| Competizione      | Punti | G       | V       | N       | P       | Gf      | Gs      | G            | V            | N            | P            | Gf           | Gs           | G      | V      | N      | P      | Gf     | Gs     | DR |
| ----------------- | ----- | ------- | ------- | ------- | ------- | ------- | ------- | ------------ | ------------ | ------------ | ------------ | ------------ | ------------ | ------ | ------ | ------ | ------ | ------ | ------ | -- |
| Regionalliga nord | 46    | 17      | 8       | 2       | 7       | 27      | 25      | 17           | 5            | 5            | 7            | 19           | 23           | 34     | 13     | 7      | 14     | 46     | 48     | -2 |
| Totale            | 46    | 17      | 8       | 2       | 7       | 27      | 25      | 17           | 5            | 5            | 7            | 19           | 23           | 34     | 13     | 7      | 14     | 46     | 48     | -2 |

### Andamento in campionato
| Giornata  | 1  | 2  | 3  | 4 | 5 | 6  | 7 | 8  | 9 | 10 | 11 | 12 | 13 | 14 | 15 | 16 | 17 | 18 | 19 | 20 | 21 | 22 | 23 | 24 | 25 | 26 | 27 | 28 | 29 | 30 | 31 | 32 | 33 | 34 |
| --------- | -- | -- | -- | - | - | -- | - | -- | - | -- | -- | -- | -- | -- | -- | -- | -- | -- | -- | -- | -- | -- | -- | -- | -- | -- | -- | -- | -- | -- | -- | -- | -- | -- |
| Luogo     | C  | T  | C  | T | C | T  | C | T  | C | T  | C  | T  | T  | C  | T  | C  | T  | T  | C  | T  | C  | T  | C  | T  | C  | T  | C  | T  | C  | C  | T  | C  | T  | C  |
| Risultato | P  | V  | N  | V | P | N  | V | P  | V | P  | N  | V  | N  | V  | P  | V  | P  | P  | P  | V  | P  | P  | P  | N  | V  | N  | V  | V  | V  | P  | P  | P  | N  | V  |
| Posizione | 18 | 10 | 11 | 7 | 9 | 11 | 8 | 11 | 9 | 11 | 11 | 9  | 9  | 8  | 9  | 8  | 9  | 9  | 9  | 7  | 8  | 8  | 10 | 9  | 8  | 9  | 9  | 7  | 6  | 7  | 7  | 9  | 9  | 7  |

Legenda:

Luogo: C = Casa; T = Trasferta. Risultato: V = Vittoria; N = Pareggio; P = Sconfitta.

### Statistiche dei giocatori
| M. Abdulai       | 5  | 0  | 0  | 0 |
| J. Agen          | 2  | 0  | 0  | 0 |
| B. Baltes        | 25 | 0  | 2  | 0 |
| A. Cebe          | 29 | 3  | 7  | 0 |
| S. Clarke        | 5  | 0  | 0  | 0 |
| J. Dziwior       | 4  | 0  | 0  | 0 |
| E. Eraslan       | 32 | 0  | 8  | 0 |
| B. Evers         | 30 | 0  | 9  | 1 |
| M. Feldhoff      | 27 | 22 | 3  | 0 |
| A. Habl          | 4  | 0  | 0  | 0 |
| C. Heger         | 1  | 0  | 0  | 0 |
| D. Heun          | 22 | 2  | 1  | 0 |
| Z. Luis          | 30 | 4  | 11 | 0 |
| A. Nouri         | 29 | 2  | 6  | 1 |
| T. Reichenberger | 27 | 8  | 4  | 0 |
| J. Sauerland     | 15 | 0  | 2  | 0 |
| J. Scherbe       | 13 | 1  | 3  | 1 |
| M. Schneiders    | 0  | 0  | 0  | 0 |
| S. Selke         | 19 | 0  | 0  | 1 |
| M. Spanier       | 11 | 0  | 3  | 0 |
| E. Süme          | 26 | 0  | 4  | 0 |
| T. Tapalović     | 13 | 0  | 0  | 0 |
| J. Tauer         | 32 | 0  | 4  | 0 |
| M. Wersching     | 6  | 0  | 0  | 0 |
| A. Zimmermann    | 13 | 0  | 0  | 0 |
| O. Özkaya        | 32 | 4  | 4  | 0 |